# Пойзон Айви
Кри́сти Уо́ллес (англ. Kristy Marlana Wallace; 20 февраля 1953 года, Сан-Бернардино, Калифорния), известная как По́йзон А́йви (англ. Poison Ivy — «ядовитый плющ») или Пойзон Айви Ро́ршах (Poison Ivy Rorschach) — гитаристка, автор песен, аранжировщик, продюсер и основательница американской гаражной панк-группы The Cramps. Наряду с вокалистом Люксом Интериором она являлась постоянным участником The Cramps. Инструменты: гитара, эхо-терменвокс.

## Биография
Айви родилась под именем Кристи Уоллес в Сан-Бернардино, Калифорния, и выросла недалеко от Сакраменто. В 1972 году, во время учебы в Государственном колледже Сакраменто, Уоллес познакомилась с будущим вокалистом Cramps Lux Interior. В 1974 году они переехали сначала в Акрон, штат Огайо, родной город Lux Interior, а затем в Нью-Йорк. Они были частью зарождающейся панк-рок-сцены в 1976 году, когда начали выступать как The Cramps. Они быстро завоевали репутацию своей необычной, вдохновленной рокабилли музыки и диких живых выступлений. Группа вместе с Айви, Люкс и другими гитаристами, барабанщиками и басистами продолжали выпускать записи и выступать вживую до осени 2006 года, добившись определенного успеха (в основном в Европе) и приобретя прочный культ по всему миру.
На протяжении всей карьеры The Cramps Айви в соавторстве с Lux Interior написала все оригинальные песни группы и создала аранжировки для них. Она продюсировала или сопродюсировала несколько их альбомов и синглов, пела в песнях «Kizmiaz» и «Get Off the Road» и играла терменвокс в более поздних записях. 
Песни, написанные Ivy и Interior и исполненные другими артистами, включают "Human Fly" (Crestfallen, The Dead Brothers, Nouvelle Vague, Supernaut, Hanni El Khatib, Los Esquizitos [мексиканская гаражная группа] перепела Human Fly как Эль Москардон); «New Kind of Kick» (The Jesus and Mary Chain, The Drones, Muse, Tinfed); и «Тебя, Всевышний властитель любви» (Королевы каменного века).
Кристи Уоллес была замужем за Люксом Интериором, с которым они прожили 37 лет, вплоть до его смерти 4 февраля 2009 года.